# Dicranum pumilum
Dicranum pumilum är en bladmossart som beskrevs av Sauter 1839. Dicranum pumilum ingår i släktet kvastmossor, och familjen Dicranaceae. Inga underarter finns listade i Catalogue of Life.